# Lily Donaldson
Lily Donaldson, född 27 januari 1987 i London, är en brittisk fotomodell.
När Donaldson shoppade i Camden 2003 fick en modellagent syn på henne. Inom kort fick hon modellkontrakt och har sedan dess modellat för Max Mara, Shiatzy Chen, Dior, Jil Sander, Dolce & Gabbana och Burberry.
På omslaget till amerikanska Vogue i maj 2007 ses Donaldson med nio andra fotomodeller, som beskrivs som "The World's Next Top Models": Hilary Rhoda, Doutzen Kroes, Sasha Pivovarova, Caroline Trentini, Raquel Zimmermann, Jessica Stam, Chanel Iman, Coco Rocha och Agyness Deyn. Donaldson har ensam förekommit på en rad omslag, bland annat Vogue.

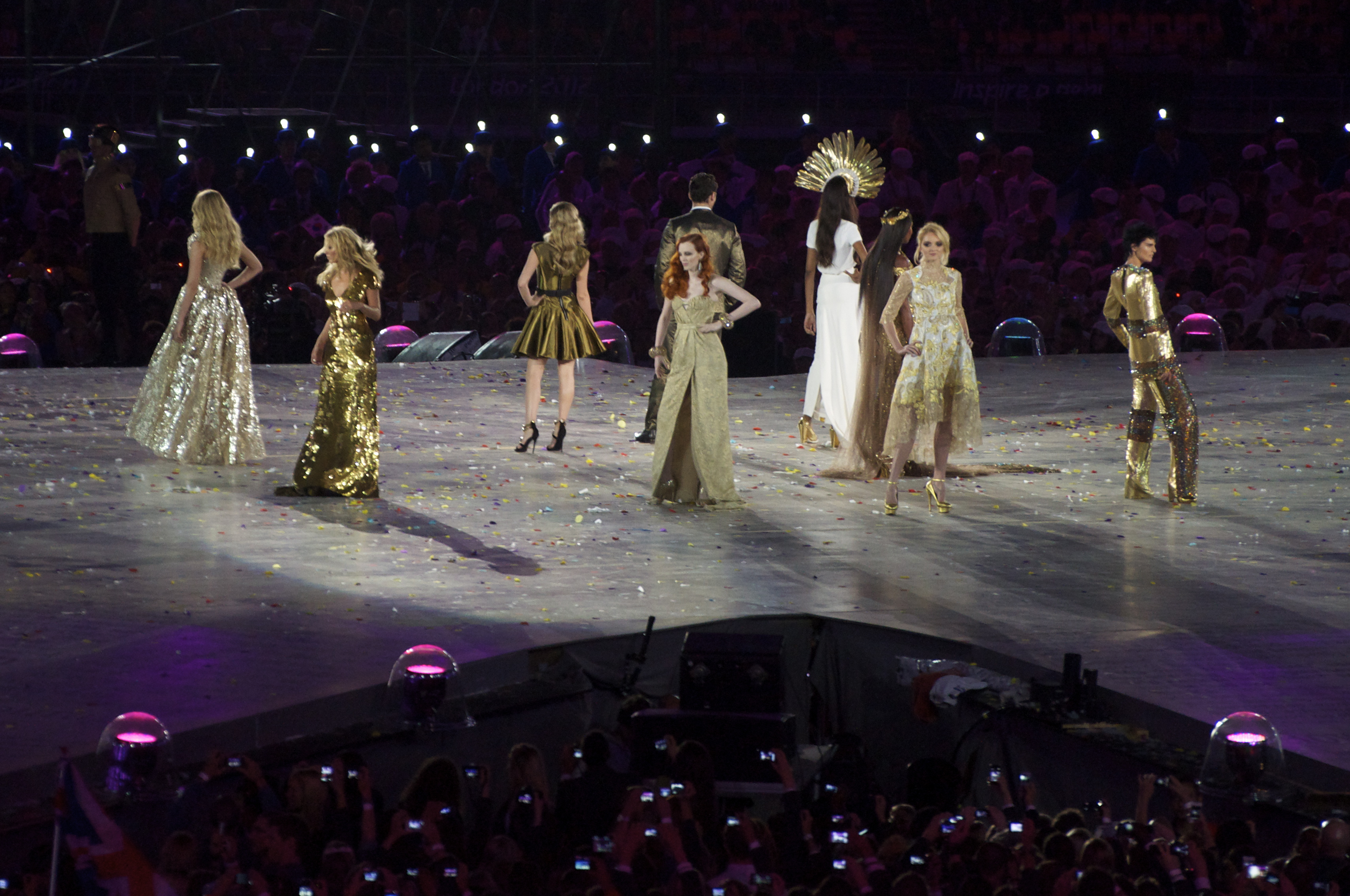
Från avslutningsceremonin för OS i London 2012. Lily Donaldson står längst till vänster.

Donaldson knöts 2009 till Victoria's Secret och har sedan 2010 deltagit i Victoria's Secret Fashion Show. Vid avslutningsceremonin för olympiska sommarspelen i London 2012 bar åtta brittiska fotomodeller kreationer av brittiska modeskapare. Donaldson var iförd en paljettbeströdd guldfärgad klänning av Vivienne Westwood. De övriga modellerna var Naomi Campbell, Kate Moss, David Gandy, Karen Elson, Jourdan Dunn, Georgia May Jagger och Stella Tennant.